# Stazione di Canada Water
La stazione di Canada Water è una stazione situata a Rotherhithe, nei pressi del Canada Water, un lago creato da una ex darsena dei London Docklands, nel borgo londinese di Southwark.

Questa stazione è servita dai servizi della linea Jubilee della metropolitana di Londra e dai treni suburbani transitanti sulla ferrovia di Londra est.

## Storia
Canada Water fu originariamente pensata come fermata sulla cancellata Fleet Line Extension verso Thamesmead. Il prolungamento non fu mai costruito, ma Canada Water divenne l'unica stazione della progettata Fleet Line Extension ad essere realizzata sull'estensione della linea Jubilee.
La stazione è un edificio completamente nuovo in un sito completamente derelitto previamente occupato dall'Albion Dock, facente parte degli ex Surrey Commercial Docks. La stazione fu una delle prime progettate nell'ambito dell'estensione della linea Jubilee. Il contratto per la costruzione della stazione fu inizialmente concesso a Wimpey nel 1993 per l'importo di 21,3 milioni di sterline e fu successivamente rilevato dalla Tarmac (l'attuale Carillion). La costruzione iniziò nel 1995. Si dimostrò estremamente complessa, richiedendo l'escavazione (per scavamento e ricopertura) di un volume lungo 150 m, largo 23 m e profondo 22 m. L'edificio della stazione dell'East London Line richiese uno spazio separato ad angolo retto, lungo 130 m, profondo 13 m e affusolato in larghezza, che incorporava una galleria ferroviaria di epoca vittoriana. La costruzione fu resa complessa dall'alto livello della falda in situ, dato che è situata nella pianura alluvionale del Tamigi; un esteso prosciugamento a pozzo profondo fu necessario per abbassare il livello della falda prima che il perimetro degli scavi potesse essere costruito. In totale furono scavati 120.000 m³ di terra. Una complicazione addizionale fu il sito dello scavo, vicino alle fondamenta di due condomini di 22 piani ed al termine settentrionale dell'ex Canada Dock, oggi il lago ornamentale Canada Water. La sezione della East London line che passava per la stazione fu completamente ricostruito, smantellando la galleria in mattoni del XIX secolo e ridepositando i binari sopra una nuova struttura che scavalca i sottostanti binari della linea Jubilee. Poiché la East London line dovette essere chiusa per questi lavori, London Underground colse l'opportunità di fare altre opere di manutenzione come le riparazioni al Thames Tunnel, situato a poca distanza a nord.
Fu aperta il 19 agosto 1999, servita inizialmente dai treni della East London line. Il servizio passeggeri della linea Jubilee da questa stazione iniziò il 17 settembre 1999

## Strutture e impianti

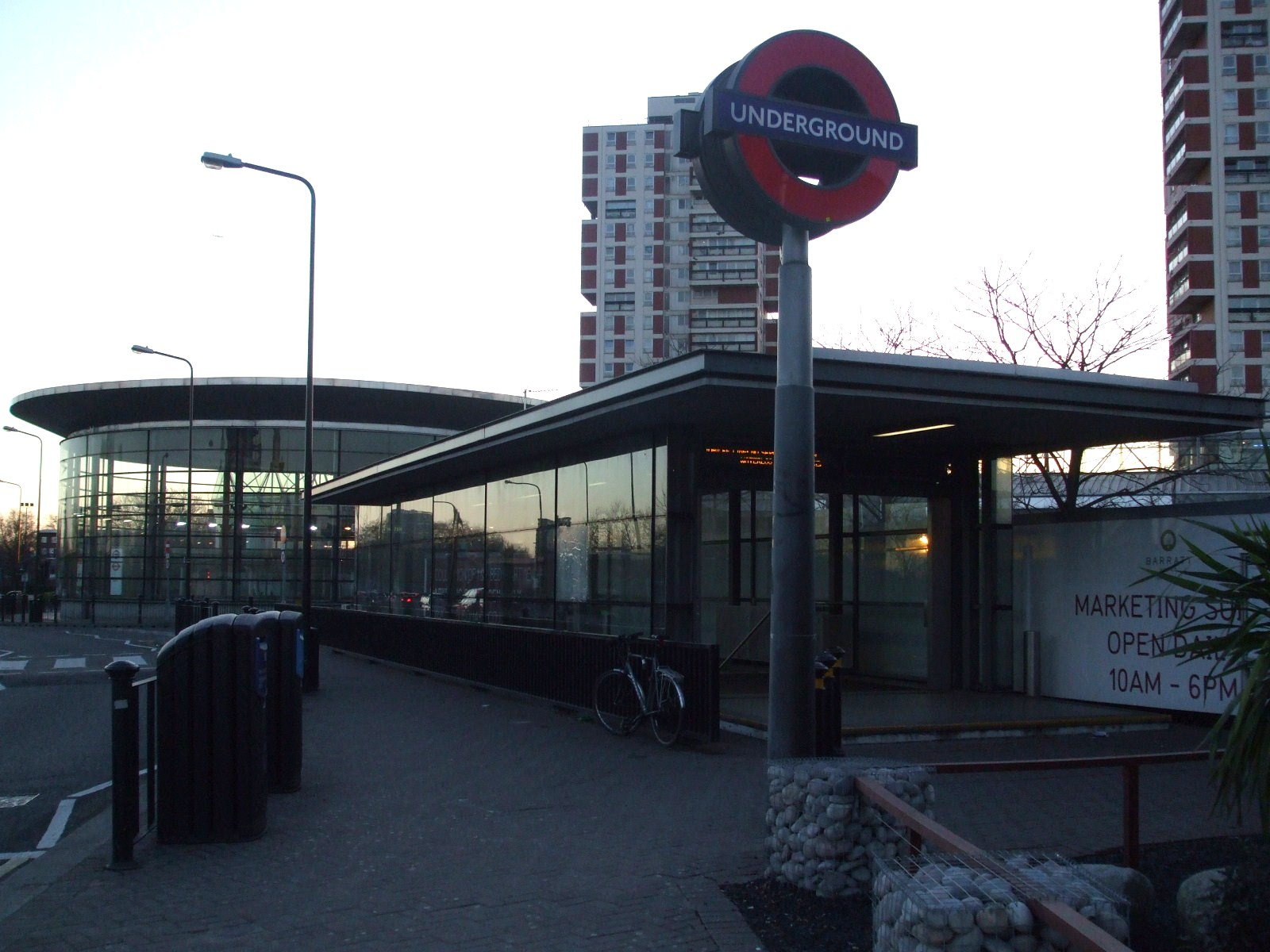
Entrata orientale

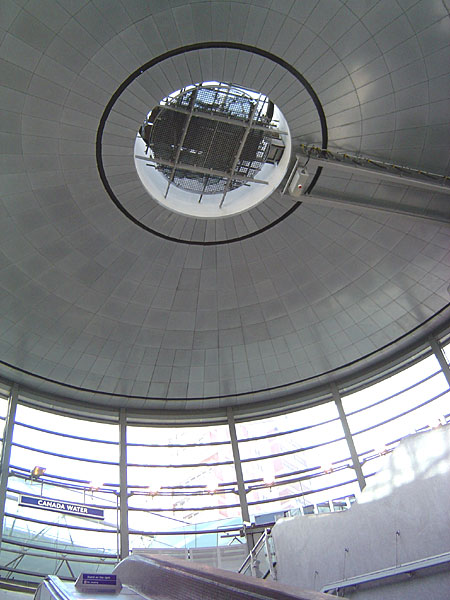
Vista sotterranea del "tamburo"

La stazione, la prima ad essere progettata nel progetto dell'estensione della linea Jubilee, è stata descritta dall'architetto capo della Mass Transit Railway (MTR) di Hong Kong, Roland Paoletti, come l'unica stazione della JLE costruita "secondo le severe economie di ingegneria che si usano in una stazione di interscambio a Hong Kong." Fuori terra, la caratteristica più notevole è un "tamburo" di vetro di 25 m di diametro, che copre una profonda apertura che scende quasi fino ai binari della linea Jubilee, 22 m sotto la superficie. Questa caratteristica fu progettata per permettere alla luce naturale di raggiungere la profondità della stazione, un principio di progetto comune a molte stazioni dell'estensione della linea Jubilee. Il tamburo fu progettato e costruito da Buro Happold. È notevolmente simile al tamburo in mattoni progettato da Charles Holden per la stazione di Arnos Grove sulla Piccadilly Line negli anni 1930, ma molto più orientato all'entrata della luce diurna.
Il tamburo è accompagnato da una stazione di autobus con tetto in vetro progettata da Eva Jiřičná che serve da hub per gli autobus delle zone di Rotherhithe e Bermondsey. La stazione degli autobus fu progettata per occupare un sito relativamente piccolo tra il tamburo della stazione, le aperture per la ventilazione della ferrovia, un'alta parete ed i vicini condomini. La caratteristica più notevole è una fila di travi lunghe 16 m sospese da una fila di colonne centrali che sostengono una tettoia di vetro e alluminio lunga 100 m. Questo provvede la protezione acustica per gli edifici residenziali e protegge i passeggeri che aspettano al di sotto.
Sottoterra, la stazione è dominata da un'enorme scatola di calcestruzzo, abbastanza grande da poter contenere uno dei grattacieli di Canary Wharf sul suo lato. È affiancata da una serie di enormi pilastri di calcestruzzo progettati per sopportare il peso di un edificio di 9 piani già progettato così come la strada e la stazione degli autobus. La stazione ha 4 ascensori e 8 scale mobili con una salita media di circa 6,5 m per collegare le parti basse della stazione con il livello stradale. È costruita su 3 livelli: la biglietteria e i negozi sono immediatamente sottoterra, i due binari nord-sud della East London line sono situati al secondo livello, 11 m sottoterra, e i due binari est-ovest della linea Jubilee sono al livello più basso, 22 m sotto terra.
La stazione vinse il premio Civic Trust come edificio dell'anno del 2000, ed il premio Interchange Awards' Medium Size Project of the Year nel 2001.

## Movimento
Per quanto concerne la rete metropolitana, la stazione è servita dalla linea Jubilee.
Per quanto riguarda la rete ferroviaria, Canada Water è servita dai convogli della London Overground, in servizio sulla linea Windrush.

## Interscambi
Di fronte all'edificio principale della stazione, è presente l'autostazione di Canada Water presso la quale effettuano fermata numerose linee di superficie urbane, gestite da London Buses.
- Fermata autobus
- Stazione taxi[8]